# 卡马里亚
卡马里亚（Khamaria），是印度北方邦Sant Ravidas Nagar县的一个城镇。总人口23521（2001年）。

## 人口
该地2001年总人口23521人，其中男性12469人，女性11052人；0—6岁人口3805人，其中男1975人，女1830人；识字率55.76%，其中男性为65.72%，女性为44.52%。